# Алачаты

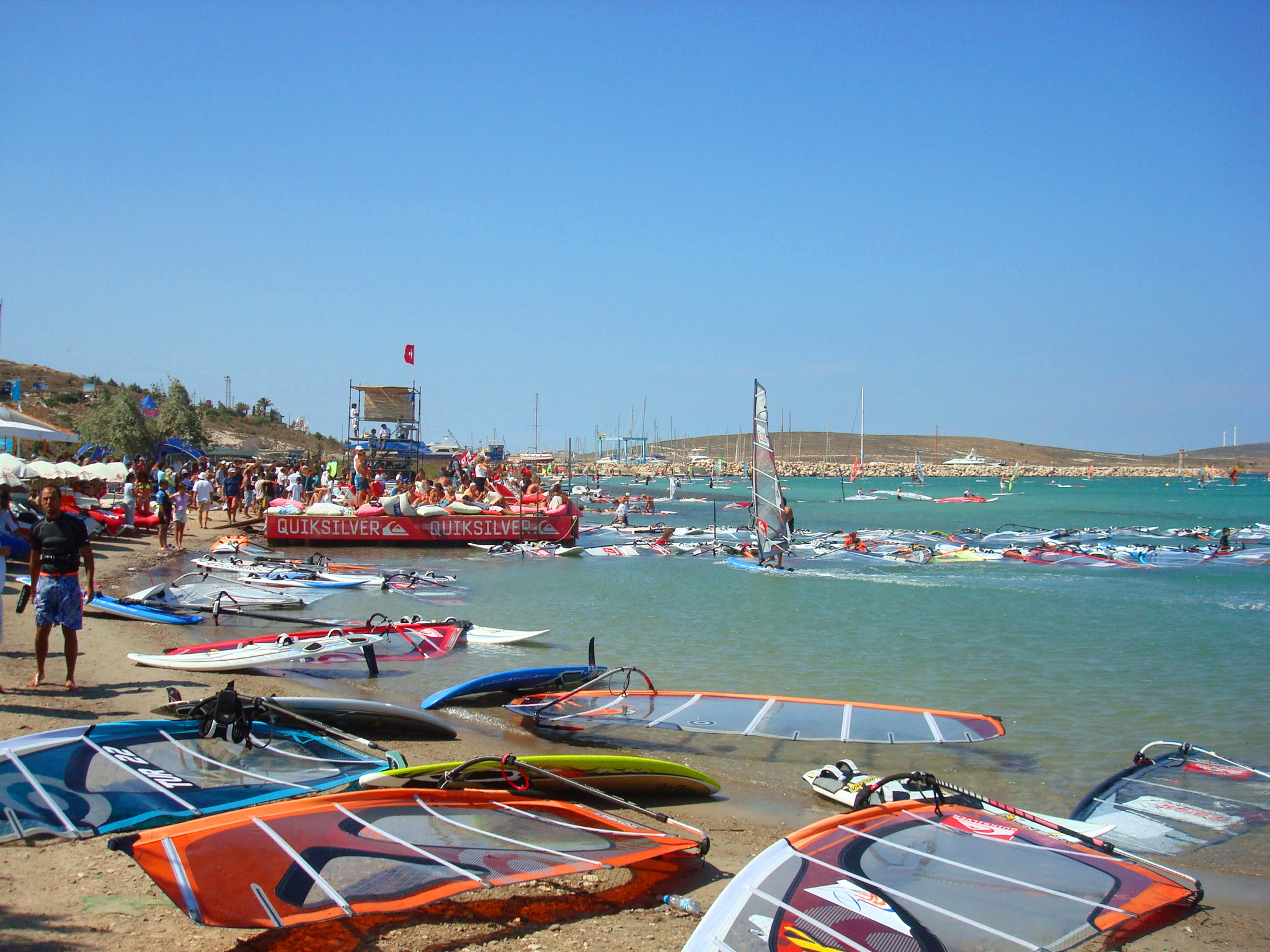

Алачаты (также называемая иногда Алачати, тур. Alaçatı, греч. Αλάτσατα) — деревня в Турции на полуострове Чешме на западном побережье Эгейском море.
До 1922 года продолжал населяться исключительно коренным греческим населением. После Резни в Смирне в сентябре 1922 года бежавшее греческое население города образовало квартал Неа (Новая) Алачати в городе Ираклион, на острове Крит
Сейчас Алачаты известна в большей степени благодаря виндсёрфингу. Гладкая вода, мелководье и ровный ветер делают это место привлекательным, как для новичков так и для опытных сёрферов.